# جایزه کمک هزینه تحصیلی استرالیا
کمک هزینه تحصیلی برنده استرالیا (انگلیسی: Australian Laureate Fellowship) یک بورسیه تحقیقاتی استادان استرالیایی است که توسط شورای تحقیقات استرالیا اعطا می‌شود. همکاران هر سال برای جوایز پنج ساله انتخاب می‌شوند. در سال ۲۰۲۳، برای اولین بار، ۸ بورسیه برنده با محوریت صنعت اعطا شد.